# Sünde
Sünde è il terzo album in studio del gruppo Neue Deutsche Härte tedesco Eisbrecher, pubblicato nel 2008.

## Tracce
1. Kann denn Liebe Sünde sein? – 4:50
2. Alkohol – 4:04
3. Komm Süßer Tod – 4:36
4. Heilig – 4:46
5. Verdammt sind – 1:43
6. Die durch die Hölle gehen – 3:54
7. Herzdieb – 4:27
8. 1000 Flammen – 4:13
9. This is Deutsch – 4:25
10. Zu sterben – 5:19
11. Mehr Licht – 4:30
12. Kuss – 4:21
13. Blut und Tränen – 5:06
14. This is Deutsch (SITD remix) – 4:42
15. Alkohol (Rotersand Remix) – 5:08
16. Kann denn Liebe Sünde Sein (SITD remix) – 4:04

## Classifiche
| Classifica (2008) | Posizione massima |
| ----------------- | ----------------- |
| Germania          | 18                |